# Die Siedler von Catan: Aufbruch der Händler
Die Siedler von Catan – Aufbruch der Händler ist ein Brettspiel aus der Catan-Reihe von Klaus Teuber. Es erschien im Herbst 2011 und hat einen ähnlichen Spielmechanismus wie Settlers of America: Trails to Rails. Am 15. Juli stellte Klaus Teuber das Spiel in seinem Blog vor. Illustriert wurde das Spiel von Michael Menzel, unter Verwendung einiger Motive aus anderen Spielen.

## Inhalt
- 1 Hauptspielplan (enthält auf der Rückseite einen Kurzspielplan ohne Westeuropa)
- 185 Spielfiguren aus Holz:
  - 120 Handelswege (je 30 in 4 Farben), Stäbchen von ca. 18 mm Länge, damit ca. 7 mm kürzer als die ansonsten verwendeten Straßen der Catan-Spiele.
  - 48 Kontore (je 12 in 4 Farben)
  - 8 Kaufmannszüge (je 2 in 4 Farben)
  - 8 Händler (je 2 in 4 Farben)
  - 1 Räuber
- 120 Spielkarten:
  - je 19 in 5 Rohstoffsorten Erz, Getreide, Holz, Salz und Wolle
  - 25 Entwicklungskarten
    - 8× Lanzenreiter (mit der Abbildung der Karte "Ritter" des schnellen Kartenspiels)
    - 6× Geleitbrief (mit der Abbildung der Karte „Handelsmonopol“ des Sets „Zeit der Handelsherren“ für Catan – Das Duell)
    - 6× Beziehungen (mit der Abbildung der Karte „Handelsherrin Hergild“  des Sets „Zeit der Handelsherren“ für Catan – Das Duell)
    - 5× Bestechung (mit der Abbildung der Karte „Stunde der Handelsherren“  des Sets „Zeit der Handelsherren“ für Catan – Das Duell)
- 2 Stanztableaus mit:
  - 40 Warenplättchen
  - 68 Münzen (52 × Wert 1, 16 × Wert 3)
  - 15 Zahlenchips
    - je 2× 3, 4 und 5
    - je 3× 9, 10 und 11

  - 4 Baukosten-Übersichten
- 2 Kartenhalter
- 2 Würfel
- 2 Zipp-Beutel
- 1 Spielregel (12 Seiten)

## Beschreibung
Ausgehend von drei Kontoren in drei mitteleuropäischen Städten schicken die Spieler Händler aus, um weitere Kontore in anderen Teilen Europas zu gründen und bilden Handelswege. Anschließend werden Kaufmannszüge auf diesen Handelswegen ausgeschickt, um Waren zu den Kontoren der anderen Spieler zu liefern. Händler, Handelswege und Kaufmannszüge können nur durch Einsatz von Rohstoffen gegründet und bewegt werden. Diese werden wie in den anderen Spielen der Catan-Reihe durch die Landschaften angrenzend zu den Kontoren erhalten. Allerdings wird der Rohstoff "Lehm" durch "Salz" ersetzt, das im Mittelalter ein wichtiges Handelsgut war, diente es doch vor Erfindung des Kühlschranks und der Konservendose zur Haltbarmachung von Lebensmitteln. Im Spiel steht es aber stellvertretend für alle Handelsgüter. Natürlich lassen sich auch Entwicklungskarten kaufen, um damit die allgegenwärtigen Räuber zu vertreiben oder andere Vorteile zu erhalten. Sieger des Spiels ist, wer als erster alle seine Warenplättchen an fremde Handelskontore geliefert hat. Für einen schnellen Einstieg ist der Kurzspielplan gedacht, bei dem weniger Warenplättchen ausgeliefert werden müssen und Westeuropa von den Händlern ignoriert wird.

## Übersetzungen
- Dänisch, Norwegisch, Schwedisch: Settlers fra Catan Europa (bei Bergsala Enigma)
- Englisch: Catan Histories: Merchants of Europe (bei Mayfair Games)
- Isländisch: Catan - Evrópa (bei Spilavinir)
- Niederländisch: De Kolonisten van Catan - Europa Ontvaaakt (bei 999 Games)
- Polnisch: Osadnicy z Catanu: Na podbój Europy
- Rumänisch: CATAN - EUROPA !
- Slowakisch: Osadnici z Catanu: Orchod v Evrope
- Spanisch: CATAN - Historias - LOS COLONOS DE EUROPA - La Era del Comercio
- Tschechisch: Osadnici z Catanu: Orchod v Evropě